# Lista chorążych reprezentacji Bangladeszu na igrzyskach olimpijskich
Lista chorążych reprezentacji Bangladeszu na igrzyskach olimpijskich – lista zawodników i zawodniczek reprezentacji Bangladeszu, którzy podczas ceremonii otwarcia nowożytnych igrzysk olimpijskich nieśli flagę Bangladeszu.

## Chronologiczna lista chorążych
| Lp. | Rok i miejsce     | Chorąży               | Dyscyplina    |
| --- | ----------------- | --------------------- | ------------- |
| 1   | 1984, Los Angeles | Saidur Rahman Dawn    | Lekkoatletyka |
| 2   | 1988, Seul        | b.d.                  |               |
| 3   | 1988, Seul        | b.d.                  |               |
| 4   | 1996, Atlanta     | Saiful Alam           | Strzelectwo   |
| 5   | 2000, Sydney      | Sabrina Sultana       | Strzelectwo   |
| 6   | 2004, Ateny       | Asif Khan             | Strzelectwo   |
| 7   | 2008, Pekin       | Mohammed Rana         | pływanie      |
| 8   | 2012, Londyn      | Rahman Md Mahfizur    | pływanie      |
| 9   | 2016, Rio         | Mohammad Rahman       | Golf          |
| 10  | 2020, Tokio       | Diya Siddique         | Łucznictwo    |
| 10  | 2020, Tokio       | Mohammed Ariful Islam | pływanie      |